# Franz Michael Oswald von Bünting
Franz Michael Oswald von Bünting (* 29. September 1827 in Posen; † 2. Juli 1906 in Berlin) war preußischer Generalleutnant und zuletzt Kommandeur der 22. Kavalleriebrigade.

## Leben

### Herkunft und Familie
Sein Großvater war der Kürassier-General Karl Wilhelm von Bünting (* 1. November 1738; † 20. Januar 1809) der 1768 den preußischen Adel erhielt. Seine Eltern waren der Major a. D. Karl Wilhelm von Bünting (* 14. Mai 1779; † 9. Mai 1860) und dessen zweiter Ehefrau Auguste Sprengel (* 20. April 1786; † 16. März 1841). Sein Vater stand zuletzt im Husaren-Regiment Nr. 8 und war dann Intendant des V. Armeekorps.
Aus der ersten Ehe des Vaters stammte ein Sohn sowie drei Töchter:
- Hermann, Oberregierungsrat ⚭ 1834 Anna von Massenbach[4]
- Antonie Friederike Karoline Marie (* 29. August 1809; † 19. März 1877)

⚭ Ferdinand von Graevenitz (1799–1847), Landrat
⚭ 1849 Otto von Forestier († 7. Juni 1862), Justizrat
- Antonie (1811–1860) ⚭ Heinrich von Treskow (1795–1861), Eltern von Ernst von Treskow
- Malvine Juliane Christine (* 20. August 1812; † 15. April 1893) ⚭ Adam von Klaette  (* 13. Juli 1781; † 19. März 1851), Generalleutnant

Aus der zweiten Ehe stammt:
- Alfred (* 3. Februar 1820; † 7. Januar 1849), preußischer Leutnant[7]
- Georg Wilhelm Erdmann (1826–1875),[8] russischer Generalmajor der Leibgarde[9] ⚭ Baronesse Marie von Medem (1836–1907)[10], Eltern von Nikolai von Bünting, Gouverneur von Estland[11]

### Werdegang
Er erhielt seine Schulbildung auf den Gymnasien in Posen und Meseritz. Nach seinem Abschluss ging er als Husar in das 7. Husarenregiment. Dort wurde er am 3. August 1845 zum Unteroffizier, am 20. Dezember 1845 zum Portepeefähnrich und am 15. September 1846 zum Seconde-Lieutenant befördert. Während der Unruhen in Polen im Jahr 1848 kämpfte er in Gefechten bei Bardo, Miloslaw und Rogalin. Vom 15. Oktober bis zum 13. November 1850 und dann nochmal vom 1. Oktober 1855 bis zum 30. September 1858 war er an die Allgemeine Kriegsschule abkommandiert, in der Zwischenzeit vom 13. November 1850 bis zum 22. Juli 1855 war er als Regimentsadjutant. Am 17. September 1858 zum Premier-Lieutenant befördert, wurde er am 14. Juni 1859 als Adjutant zur 14. Division versetzt. Dort wurde er am 30. Juni 1859 zum Rittmeister ernannt und am 1. Juli 1860 als Generalstabsoffizier in die 14. Division abkommandiert. Bereits am 31. Juli 1860 wurde er in den Generalstab der 14. Division versetzt und dort am 20. September 1861 mit dem Roten Adlerorden II. Klasse ausgezeichnet. Am 9. Januar 1864 wurde er dann als Eskadronschef in das 10. Ulanenregiment mit Patent zum 13. April 1859 versetzt. Im gleichen Jahr nahm er am russischen Feldzug im Kaukasus teil. Er kämpfte dort in den Gefechten bei Mon-Golies-Kale und an der Gotscha. Dafür erhielt er am 9. August 1864 die Schwerter zum Roten Adlerorden.
Während des Deutschen Krieges von 1866 kämpfte er bei Zwickau, Tobitschau und Königgrätz. Dafür erhielt er am 20. September 1866 den Kronen-Orden IV. Klasse mit Schwertern. Außerdem wurde er am 30. Oktober 1866 zum Major befördert und als etatmäßiger Stabsoffizier in das Leib-Husarenregiment Nr. 1 versetzt. Am 12. Februar 1870 wurde er in den Johanniter-Orden aufgenommen.
Während des Deutsch-Französischen Krieges kämpfte er bei Beaumont, Sedan, Coulmiers, Orleans, Beaugency und Le Mans sowie den Gefechten bei Marolles, Arkenay, Lumeau und St.Amand. Dafür erhielt er am 13. September 1870 das Eiserne Kreuz II. Klasse.

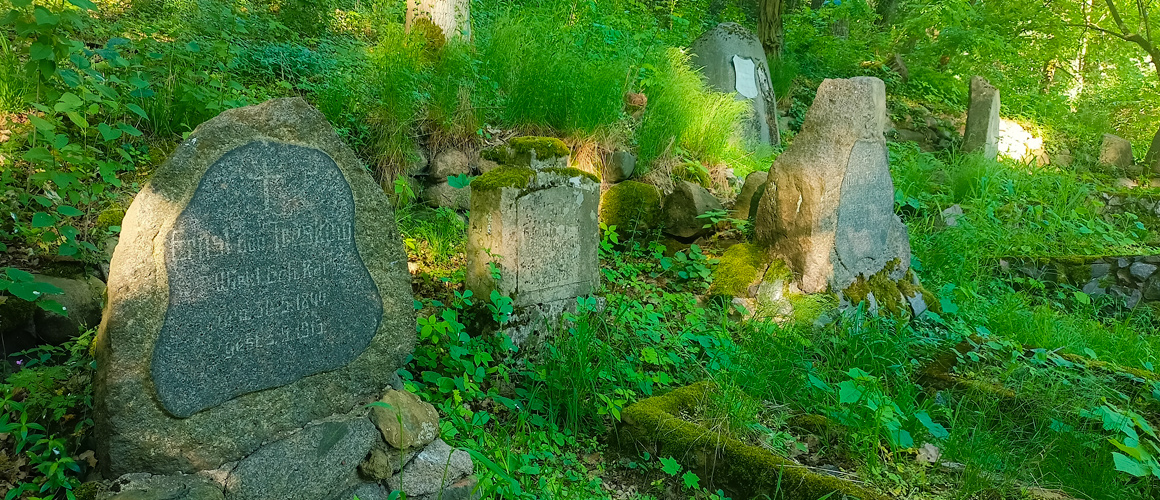
Gräber auf dem Familienfriedhof der Familie von Treskow-Radojewo (Radojewie)

Nach dem Krieg wurde er am 15. Juli 1871 mit der Führung des Dragonerregiments Nr. 2 beauftragt, dazu wurde er à la suite des Regiments gestellt. Er wurde am 18. August 1871 zum Oberstleutnant befördert und am 4. November 1871 als Kommandeur des Regiments bestätigt. Am 2. September 1873 stieg er zum Oberst auf. Am 13. Mai 1879 kam er als Kommandeur in die 22. Kavalleriebrigade und wurde dazu à la suite des Regiment gestellt. Er wurde am 1. November 1879 zum Generalmajor befördert, am 23. Januar 1881 mit dem Roten Adlerorden II. Klasse mit Eichenlaub und Schwertern am Ring sowie am 26. September 1883 mit dem Kronen-Orden II. Klasse mit Stern und Schwertern am Ring ausgezeichnet. Aber am 6. Dezember 1883 bekam er den Charakter als Generalleutnant und wurde mit Pension zur Disposition gestellt.
Er starb unverheiratet am 2. Juli 1906 in Berlin und wurde in Radojewo bei Posen beigesetzt.